# Silvanus Thompson
Silvanus Phillips Thompson, född 19 juni 1851 i York, England, död 12 juni 1916, var en engelsk fysiker, som arbetade med strålning och var professor i fysik vid City and Guilds Technical College i Finsbury, England. Han publicerade sin forskning bara några dagar efter Henri Becquerel, som fick äran av upptäckterna. Thompsons mest bestående publikation är hans text Calculus Made Easy från 1910, som lär ut grunderna i infinitesimalkalkyl och fortfarande är i tryck. Thompson skrev också en populärvetenskapligt om fysik, Elementary Lessons in Electricity and Magnetism, samt biografier om Lord Kelvin och Michael Faraday.
Thompson valdes in i Royal Society 1891 och var ledamot av Kungliga Vetenskapsakademien från 1894.

## Biografi
Thompson föddes under året för den stora utställningen 1851 i en kväkarfamilj. Hans far arbetade som en lärare på Quaker Boothamskolan i York och Thompson studerade också där och tog 1873 en masterexamen på skolan. År 1869 tog han en extern kandidatexamen vid University of London. 
Den 11 februari 1876 hörde han Sir William Crookes hålla en kvällsföreläsning på Royal Institution om The Mechanical Action of Light där Crookes demonstrerade sin "ljuskvarn" eller radiometer. Thompson fascinerades och utvecklade ett stort intresse för ljus och optik (hans andra huvudintresse var elektromagnetism). År 1876 utnämndes han till lektor i fysik vid University College, Bristol, och blev 1878 professor vid 27 års ålder.

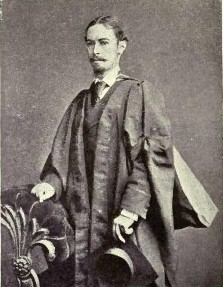
Silvanus Thompson, vid omkring 25 ård ålder.

År 1878 grundades City and Guilds of London Institute for the Advancement of Technical Education. Finsbury Technical College var en undervisningsinstitution skapad av City and Guilds Institute och det var som dess rektor och professor i fysik som Thompson skulle ägna de kommande 30 åren.
Thompsons speciella gåva låg i hans förmåga att kommunicera svåra vetenskapliga begrepp på ett tydligt och intressant sätt. Han deltog och föreläste på Royal Institution och höll julföreläsningarna 1896 om Ljus, Synligt och Osynligt med en redogörelse för Röntgen Light. 
År 1891 utvecklade Thompson idén om en telegrafkabel under vatten som kunde öka räckvidden av den elektriska pulsen och därmed öka hastigheten för att överföra ord över telegrafkabeln. Fram till dess fanns det en genomsnittlig hastighet på mellan 10 och 50 ord per minut, men hans idé var att motverka urladdning av elektrisk energi över kabeln genom att införa en returjord som en del av kabelns interna elektriska struktur (nu kallad koaxialkabel). Hans idé, beskriven av Charles Bright i dennes bok "Submarine Telegraphs", diskuterar tanken att de två ledningarna skulle kunna utformas som separata ledare men längs deras väg skulle de anslutas till en induktionsspole. Detta skulle möjliggöra införandet av kapacitans och därmed göra en ökad distans möjlig för överföring av den elektriska laddningen att öka så att ordhastigheten kunde öka. Detta var en utformning som skulle bidra till att revolutionera undervattenkablar och framtiden för telefonsystem.
Thompson upprepade Röntgens experiment dagen efter att upptäckten tillkännagavs i Storbritannien och efter detta gav den första offentliga demonstrationen av den nya strålningen vid Clinical Society of London den 30 mars 1896. Han blev också första presidenten för Röntgen Society (nu British Institute of Radiology).
I London, 1910, var Thompson inblandad i tidiga försök att stimulera hjärnan med hjälp av ett magnetfält. Många år efter hans död skulle tekniken så småningom förfinas som transkraniell magnetisk stimulering.
Thompson var engagerad i sanningen ur alla aspekter och hans Swarthmore Lecture given 1915 till Society of Friends var The Quest for Truth, vilken framhöll hans tro på sanning och integritet i alla delar av våra liv. Thompson förblev aktiv medlem av Religious Society of Friends, genom hela livet.

## Bibliografi (urval)

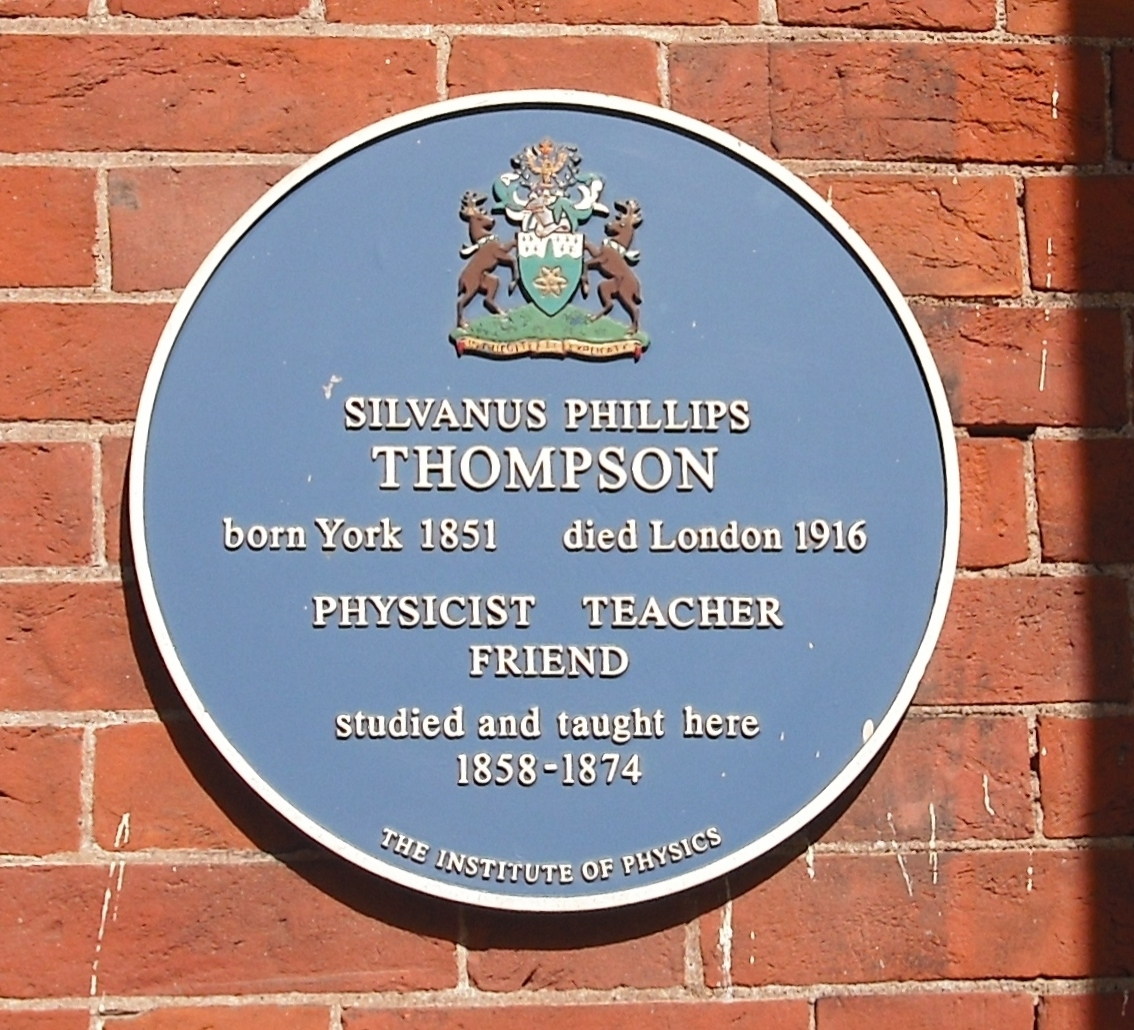
Plakett för Thompson, sponsrad av Institute of Physics, på framsidan av huvudbyggnaden på Bootham School, York.